# Михеевская (Вельский район)
Михеевская — деревня в Вельском районе Архангельской области. Входит в состав муниципального образования «Верхнеустькулойское».

## География
Деревня расположена в южной части Архангельской области, в таёжной зоне, в пределах северной части Русской равнины, в 34 километрах на юго-восток от города Вельска, на левом берегу реки Кулой притока Ваги. Ближайшие населённые пункты: на юге деревня Ворыгинская.
Часовой пояс
Михеевская, как и вся Архангельская область, находится в часовой зоне МСК (московское время). Смещение применяемого времени относительно UTC составляет +3:00.

## Население
| 2002 | 2010 | 2012 | 2014 |
| ---- | ---- | ---- | ---- |
| 18   | ↘14  | ↘13  | ↘11  |

## История
Указана в «Списке населённых мест по сведениям 1859 года» в составе Вельского уезда(2-го стана) Вологодской губернии под номером «2608» как «Михҍевская». Насчитывала 19 дворов, 72 жителя мужского пола и 14 женского. В деревне находилась часовня, приписанная к приходу Лиходиевской Воскресенской церкви.
В материалах оценочно-статистического исследования земель Вельского уезда упомянуто, что в 1900 году в административном отношении деревня входила в состав Лиходиевского сельского общества Кулойско-Покровской волости. На момент переписи в селении МихҌевское находилось 34 хозяйства, в которых проживало 105 жителей мужского пола и 101 женского.